# Diatretin II
Diatretin II ist ein natürlich vorkommendes Antibiotikum. Strukturell handelt es sich um eine stark ungesättigte Carbonsäure, die eine Doppelbindung, zwei Dreifachbindungen und eine Nitrilgruppe aufweist. Nach seiner Entdeckung wurde die Verbindung zunächst irrtümlicherweise für ein Amid statt ein Nitril gehalten.

## Vorkommen

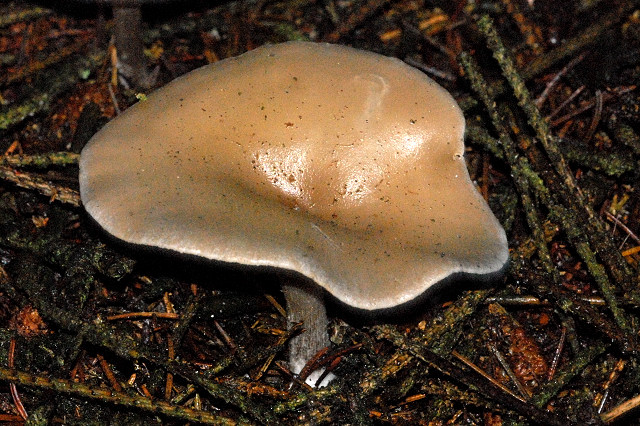
Diatretin II wurde zuerst aus dem Fleischfalben Trichterling isoliert

Diatretin II wurde aus dem Fleischfalben Trichterling (Gattung Trichterlinge) isoliert. Die Verbindung kommt auch im Violetten Rötelritterling vor.

## Eigenschaften
Diatretin II wirkt antibakteriell gegen Micrococcus pyogenes, Staphylococcus aureus, Bacillus subtilis und andere Bakterienarten. Es wirkt auch fungizid gegen verschiedene Pilzarten, hierzu sind allerdings höhere Konzentrationen nötig als für die antibakterielle Wirkung.

## Synthese
Die Verbindung kann ausgehend von (E)-Pent-2-en-4-in-1-ol und Propiolnitril synthetisiert werden. Dazu werden beide Verbindungen in die jeweiligen Kupfer-Acetylide überführt und mittels Kaliumhexacyanidoferrat(III) oxidativ gekuppelt. Der erhaltene Alkohol kann mit Chromschwefelsäure zu Diatretin II oxidiert werden.